# Basílica Argentária
Basílica Argentária (em latim: Basilica Argentaria) foi a sede de venda de objetos em bronze e prata da antiga Roma, mencionada apenas no texto dos Catálogos Regionais sobre a Região VIII, entre o Templo de Concórdia e os quartéis da Quinta Coorte dos vigiles. Provavelmente estava entre o Fórum de Trajano e a encosta leste do Monte Capitolino, no Clivo Argentário. Próximo ao Clivo Argentário foram escavados restos de um edifício que provavelmente foi edificado durante o reinado de Domiciano (r. 81–96). Embora não seja possível fazer uma inferência direta, postula-se que esta seria a Basílica Argentária citada nos Catálogos Regionais.
No apêndice dos Catálogos Regionais, a Basílica Argentária não é citada e em seu lugar aparece a Basílica Vascelária. Isso, em conjunção com o fato de que os artífices em bronze eram chamados argentários vasculários (argentarii vascularii) nas inscrições, possibilita a inferência de que o mesmo edifício era referido por estes dois nomes.

## Planimetria
| Planimetria dos fóruns imperiais de Roma |
| --- |
| Pórtico Curvo Pórtico Purpúreo Secretaria do Senado Plano de Mármore Templo da Via Sacra Biblioteca Vico Cúprio Arco de Trajano Arco de Druso Arco de Gêrmanico Pórtico Absidado Quadriga Estátua equestre Fórum de Trajano Mercado de Trajano Biblioteca Úlpia Coluna de Trajano Basílica Úlpia Basílica Argentária Templo de Marte Vingador Templo de Minerva Templo da Paz Fórum de César Templo da Vênus Genetrix Átrio da Liberdade Estátua equestre Fórum Romano Cúria Júlia Basílica Emília Subura Fórum de Nerva Fórum de Augusto Fórum da Paz |